# ケネディ (駆逐艦)
|          |                                                     |
| 艦歴     |                                                     |
| 発注     |                                                     |
| 起工     | 1918年9月25日                                       |
| 進水     | 1919年1月18日                                       |
| 就役     | 1920年8月5日                                        |
| 退役     | 1930年2月20日                                       |
| 除籍     | 1930年11月18日                                      |
| その後   | 1932年4月23日にスクラップとして売却                 |
| 性能諸元 |                                                     |
| 排水量   | 1,190トン                                           |
| 全長     | 314 ft 5 in (95.83 m)                               |
| 全幅     | 31 ft 8 in (9.65 m)                                 |
| 吃水     | 9 ft 3 in (2.82 m)                                  |
| 機関     | ギアード・タービン2軸推進、26,500 SHP (20 MW)       |
| 最大速   | 35 ノット (65 km/h)                                 |
| 航続距離 | 4,900 海里 (9,100 km)（15ノット時）                 |
| 乗員     | 士官、兵員122名                                     |
| 兵装     | 4インチ砲4門、3インチ砲1門、 21インチ魚雷発射管12門 |

ケネディ (USS Kennedy, DD-306) は、アメリカ海軍の駆逐艦。クレムソン級駆逐艦の1隻。艦名はジョン・ペンドルトン・ケネディに因む。

## 艦歴
ケネディは1918年9月25日にカリフォルニア州サンフランシスコのベスレヘム造船で起工する。1919年1月18日にユージーン・F・エスナー夫人によって進水し、1920年8月5日に艦長チャールズ・ジェファーソン・パリッシュ少佐の指揮下就役する。
母港であるカリフォルニア州サンディエゴには1920年10月7日に到着し、太平洋艦隊に合流、西海岸沿いに訓練および艦隊演習を行う。ケネディは砲術訓練、水雷訓練、航空機の護衛任務、艦隊演習、陸軍との合同演習などで多忙の時期を過ごした。
1924年の春にパナマ運河を通過し、カリブ海で艦隊と共に活動する。4月22日にサンディエゴに帰還し、母港での任務を再開した。1925年6月13日に出航、ハワイ沖での艦隊演習および訓練に向かった。この巡航でケネディは戦闘艦隊と共に、サモアのパゴパゴ、オーストラリアやニュージーランドの港を訪問し、サンディエゴには9月26日に帰還した。1927年には再びカリブ海に向かい演習に参加する。この時にはバージニア州ノーフォーク、ニューヨークを訪問し、5月22日にサンディエゴに帰還している。1928年4月9日に再びハワイに向けて出航、大規模艦隊演習に参加し、2ヶ月後にサンディエゴに帰還した。
1929年の夏に予備役兵の訓練巡航を行った後、ケネディは9月27日にサンディエゴに到着、同地で1930年5月1日に退役した。船体は1931年3月19日に売却され、ロンドン海軍軍縮条約に従いスクラップとして廃棄された。